# Ruth Hollós-Consemüller
Ruth Consemüller, geboren als Ruth Hollós (* 3. August 1904 in Leszno, damals Lissa/Posen; † 25. April 1993 in Köln) war eine ungarische und deutsche Weberin und Textilkünstlerin.

## Leben
Hollós wurde als Tochter von Eugen und Erna Hóllos (geb. Königsberger) geboren. Eugen Hóllos war ein Bruder des ungarischen Psychiaters und Psychoanalytikers István Hollós.
Nach der Kindheit in Lissa, Hannover und Bremen besuchte Ruth Hóllos von 1921 bis 1924 die Staatliche Kunstgewerbeschule in Bremen (Buchbinderei und Schrift). Dort lernte sie Wilhelm Wagenfeld kennen, auf dessen Anregung sie ein Studium am Bauhaus aufnahm. Von Mai 1924 bis März 1928 studierte Hóllos am Weimarer und Dessauer Bauhaus. Sie besuchte dort u. a. Kurse bei Lázló Moholy-Nagy, Georg Muche, Josef Albers, Paul Klee und Wassily Kandinsky. In der Werkstatt für Weberei am Bauhaus lernte sie bei Helene Börner und Gunta Stölzl. Im Juli 1927 erhielt sie das Gesellenprüfungszeugnis für Handweberei, im März darauf beendete sie ihr Studium. Das Bauhaus-Diplom Nr. 12 (Weberei) datiert vom 2. Juni 1930.
Im April 1928 übernahm Ruth Hóllos die künstlerische und technische Leitung der Ostpreußischen Handweberei Königsberg. Zum Januar 1930 gab sie diese Stellung auf, zog nach Halle/Saale und heiratete dort den Architekten und Fotografen Erich Consemüller, den sie am Bauhaus kennengelernt hatte. Bei dieser Gelegenheit tauschte sie die ungarische gegen die deutsche Staatsbürgerschaft.
Das Ehepaar lebte in Halle und hatte zwei Kinder. Im Jahr 1958 zog Hollós-Consemüller nach Köln.